# Chloé Coulloud
Chloé Coulloud es una actriz francesa, conocida por su papel en la película de terror francesa de 2011 Livide. Estudió Teatro en la École D'art Dramatique Jean Périmony, iniciando su carrera a los 19 años. 

## Película y Televisión
| Año  | Título                         | Papel                  | Notas                    |
| ---- | ------------------------------ | ---------------------- | ------------------------ |
| 2006 | L'École pour tous              | Cindy                  |                          |
| 2007 | La Tête de maman               | Lucille 'Lulu' Gotchac |                          |
| 2007 | La Surprise                    | Justine                | Película para televisión |
| 2009 | Neuilly sa mère !              | Caroline               |                          |
| 2009 | Verso                          | Lou Decker             |                          |
| 2010 | Serge Gainsbourg: vie héroïque | Marilou                |                          |
| 2010 | L'Autre Dumas                  | Sophie                 |                          |
| 2010 | Eva                            | Eva                    | Película para televisión |
| 2011 | Beur sur la ville              | Priscilla              |                          |
| 2011 | Livide                         | Lucie Klavel           |                          |
| 2013 | Un Prince (presque) charmant   | Marie 1                |                          |
| 2014 | Aux Yeux des Vivants           | Mila                   |                          |
| 2016 | Amis Publics                   | Ana                    |                          |